# Iván Caparrós Hernández
Iván Caparrós Hernández (Valencia, Comunidad Valenciana, España, 2 de mayo de 1990) es un árbitro de fútbol español. Pertenece al Comité de Árbitros de la Comunidad Valenciana.

## Temporadas
| Categoría          | País   | Años              | Partidos |
| ------------------ | ------ | ----------------- | -------- |
| Segunda División B | España | 2014 - 2021       | 86       |
| Segunda División   | España | 2021 - Actualidad | 63       |